# Masia la Roca (Perafita)
La Masia la Roca és una obra de Perafita (Lluçanès) inclosa a l'Inventari del Patrimoni Arquitectònic de Catalunya.

## Descripció
Edifici orientat vers a migdia amb teulada a dues vessants; les cantoneres estan fetes amb pedra treballada. En el cos principal hi ha una llinda datada al 1756. Hi ha un cos annex de dos pisos amb una galeria de tres arcades a cada pis; aquest cos es va aixecar l'any 1927. Té una gran era davant de la casa i a la part de darrere hi ha un forn i un pou.

## Història
El 14 de setembre de 1381 Bernat Rocha, de la parròquia de Pere Fita, firma un manament de 5 sous amb poder del Batlle del castell de Lluçà per la demanda feta per Pere de Clauso d'un deute de 50 sous.